# Білки (Хустський район)
Бíлки — село в Хустському районі Закарпатської області України, центр Білківської сільської громади. Одне з найбільших сіл України. Розташоване в долині річки Боржави, при впадінні в неї річки Білки, за 9 км від Іршави (автошлях Т 0719). Населення — 7320 осіб. Через село проходить не працююча вузькоколійна залізниця Берегове—Кушниця та автомагістралі на Ужгород, Берегове, Виноградів і Кушницю.
Нинішнє село Білки дуже велике — має аж 13 мікрорайонів: Ковбасово (відоме різниками, що виробляли ковбасу), Телятинець (є пасовище для телят), Галаштів (тут було рибне озеро), Горб, Перекоп та інші.

## Історія
Село назване за річкою Білка. Її назва, в свою чергу, пов’язана зі словом «білий».
На території села виявлено залишки трьох поселень доби неоліту (IV—III тисячоліття до н. е.), знаряддя праці людей бронзової доби (II тисячоліття до п. е.). Поблизу Білок знаходиться великий курганний могильник куштановицької культури, досліджений 1949. При розкопках у курганах були виявлені поховання — перепалені людські кістки в глиняних урнах або в неглибоких ямках і сліди тризни — залишки вогнищ та битий посуд. Могильник датується 8—3 ст. до н. е. Поблизу нього відкриті залишки тогочасного поселення. Можливо, з цим поселенням зв'язаний скарб бронзових виробів (13 браслетів, 2 кельти, наконечник списа), знайдений в околицях Б. 1951. Поселення та два могильники, що датуються VI—III ст. до н. е., мають спільні риси з пам'ятками матеріальної культури скіфського часу в Придніпров'ї. На околиці села збереглися залишки слов'янського городища VIII—IX століття н. е. площею понад 2 тис. кв. м., округлої форми, оточеного ровом і земляним валом.

### Період Угорського Королівства
Назва Bilke (Bilki) вперше згадується в дипломах в 1338 році під назвою Bylke.У 1338 р. Король Карл Роберт відвідав Білла на кордоні Білач Білкей Карачун, який включав область пізніше Лукова, Містик і Глазго.У 14 столітті село була власністю сім'ї Білкей, потім господарями Горзов, Липчеї, Ілошваї і Зейкани.У 1435 р. Карачоні отримують від угорського короля власний герб і дворянське прізвище Горзов (Gorzó). У 1451 р. Янош Карачоні успадковує прізвище батька Горзов.
На феодала трудилося кілька тисяч залежних селян. Крім панщини (по 3-4 дні на рік), селяни несли важку ношу церковних повинностей. З 1351 р. була введена дев'ятину на користь феодала. До кінця XV в. на кріпаків були звалені нові податки і повинності. Додався комітетський податок на утримання жупного управління, була розширена церковна десятина, яка поширювалася на всі галузі селянського господарства. Панщина на феодала в XV в. досягла 30-40 днів на рік, додалася повинність на користь церкви (роковини), натуральна подати на користь священика (кобліна) і ряд інших повинностей.

### Період Австро-Угорської імперії
На початку XIX століття в Білках діяла шахта по видобутку залізної руди, чавуноливарне підприємство, тартак та декілька млинів. У Білках також випалювали вапно.
А в 1822 році кілька дворянських сімей одержують від короля право займатись торгівлею і відкривати млини та корчми.
З 30-х років XIX століття Білки, вигідно розташовані в центрі Боржавської долини, починає рости як торговий центр. Білківські ярмарки скоро стають відомими не лише на Закарпатті, а й у Галичині, звідки селяни приїжджали купувати велику рогату худобу. За королівським реєстром село було віднесено до категорії сільських містечок.
За переписом 1828 року, у Білках було понад 120 будинків, у тому числі 28 домів горожан, 28 — кріпаків-йоббадіїв, 42 — желяри, 23 — піджеляри.
І. Франко, маючи намір досліджувати земельний голод, соціально-економічне та правове становище закарпатських селян, писав 1883 року в листі до М. П. Драгоманова, що він зацікавлений побувати в Білках, 
|  | ...про котрі писано мені, що у них і досі задержалась якась стара форма земельної общини, і то, мабуть, чи не заснована па спільній управі полів... |

…про помилку цього міфу, що І. Я. Франко буцімто мав намір приїхати в с. Білки Закарпатської обл.:
Юрій Качій, історик — краєзнавець, у 1960—1970  рр зробив похибку цієї інформації.  В листі І. Я. Франко до М. П. Драгоманова у 1883 році мав на увазі інше село Білки не те що розташоване в Закарпатті, а те що — в Прикарпатті…

### Період Австро-Угорщини
У XIX ст. Білки — містечко Верховинського повіту (округу) Березького комітату. Поселення в цей період мало печатку з власним гербом — зображенням дубової та виноградної гілок.
Після війни в Білках розпочинається активна пропаганда комуністичних ідей колишніми військовополоненими, які поверталися в рідне село.
26 квітня 1919 війська боярської Румунії вступили в село.

### Чехословацький період
В 1919 році Білки, як частина Закарпаття, входять до складу Чехословаччини.

#### Розвиток медицини та освіти
В селі діяла початкова школа з українською мовою викладання. Горожанську школу відкрито у 1923 році. Записалось тоді 60 учнів, а в 1933 році їх стало вже 509. Першим директором школи було призначено Едуарда Янського. Учнями тут записались не тільки діти з Білок і Боржавської долини, але й з найдальших закутків Підкарпатської Русі. Приймали в горожанку учнів, які закінчили чотири класи народної школи. У 1925 році на пожертвування Червоного Хреста збудовано інтернат на 30 місць.
У 1933 році з 509 учнів — 325 селянського походження. Тут вчились українці, словаки, чехи, німці, євреї. У 1933 році налічувалось 13 класів: 8 українських і 5 чеських. Чеські класи формувалися в основному з дітей торгівців, ремісників єврейського походження, а також з дітей чеських адміністраторів, жандармів, працівників лісової управи.
Вчительська корпорація складалась з 20 вчителів. Три духівники-священики вчили релігію: греко- і римо-католицьку та греко-східну (православну) і єврейську.
У ІІ-IV класах вивчалась німецька мова. Особливо багато уваги зверталось на прищеплення учням, крім наукових знань, практичних навичок.
При школі діяв дитячий хор і самоосвітній гурток. Самообразуючий гурток (збережено його первинну назву — авт.) очолював вчитель Петро Михайлович Світлик. За три роки (1930-33 рр.) було підготовлено 46 рефератів. Ось лише окремі їх теми: «Історія малярства», «Телефон», «Літак», «Про тютюн», «Про Хустський замок», «Про чоловіка», «Кисень і азот», «Народні звичаї у нас», «Наполеон Бонапарт», «Пригоди Одіссея», «Тарас Шевченко» тощо.
Учні збирали фольклорні твори. Вперше було записано стару колискову пісню з Імстичова «Спи, дитино, колишу тя», «Голубе, голубе, рад бим жити». Це зробив А. I. Зейкан. Драматичний гурток разом з хором давали виставу «Запорожець за Дунаєм» у залі торговця-крамника Прінца. Учнівський хор у прямій передачі виступав по Кошицькому радіо.
Шкільна бібліотека славилась прекрасними зібраннями творів класиків української, російської та чеської літератури. Якщо хтось хотів добре знати історію України, Закарпаття, то він міг взяти літературу в бібліотеці товариства «Просвіта», яку опікував Іван Ігнатко.
Розширювався кругозір і доповнювались знання учнів завдяки екскурсіям. Особливу увагу звертали на мету і значення подорожей. Екскурсії вражали масовістю. У 1931 році до Мараморош-Сигета відправилось одразу 160 учнів. 3 приходом у село радянської влади школа почала занепадати, педагоги і учні покидають альма-матер. Після 1944 р. припиняється літопис цього закладу.

### Період Другої світової війни
25 жовтня 1944 року радянські війська увійшли до Білок.

### Радянський період
Зокрема в цей час були збудовані: новий чотириповерховий корпус Білківської середньої школи та восьмирічку в гірському мікрорайоні Ковбасово, нову триповерхову будівлю лікарні, дитсадок, нове приміщення пошти, будинок культури, існувала ракетна воєнна частина — пізніше в ній відкрито Сільське професійно-технічне училище СПТУ-32, існував колгосп «За Нове Життя».
Існував горілчаний завод та трикотажна фабрика, збудовано ряд нових магазинів. В Радянський період село Білки входило до списку «Експериментальних сіл» УРСР.
В цей час у селі побував відомий канадський художник Рокуел Кент. Селом та селянами Білок надихався відомий закарпатський художник Гаврило Ґлюк, створюючи малюнки та етюди для своїх полотен.
У греко-католицькому храмі Успіння Богородиці був музей атеїзму.

## Населення
Згідно з переписом УРСР 1989 року чисельність наявного населення села становила 7671 особа, з яких 3822 чоловіки та 3849 жінок.
За переписом населення України 2001 року в селі мешкало 8078 осіб.

### Мова
Розподіл населення за рідною мовою за даними перепису 2001 року:
| Мова       | Відсоток |
| ---------- | -------- |
| українська | 98,91 %  |
| російська  | 0,73 %   |
| угорська   | 0,21 %   |
| польська   | 0,04 %   |
| білоруська | 0,02 %   |
| молдовська | 0,02 %   |
| словацька  | 0,02 %   |
| циганська  | 0,01 %   |

## Архітектура, пам'ятки та пам'ятники

### Храми
Церква Успіння пр. богородиці. 1838.
Очевидно, кілька століть тому в Білках було багато римо-католиків і вони мали свій храм, що занепав у час реформації. Чисельною мала бути і руська громада, оскільки до Білок належали два монастирі: «Archimandria Sanctae Crucis de Bilke», що стояв на горі Городище між селами Імстичево і Луково, та «Archimandria de Komorod» на так званому Телячому цвинтарі, а ще давніше це місце звалося Комариним полем.
У 1692 р. згадують дві церкви. У 1748 р. в селі були дві дерев'яні церкви: верхня — Вознесіння Господнього, нижня — Пресвятої Богородиці. Філії були в селах Осій та Дубровка. У 1797 р. була лише одна дерев'яна церква, а також дерев'яна фара, вкрита соломою. У кінці XIX ст. на тих місцях, де колись були дерев'яні церкви, стояли дві каплиці: верхня присвячена Вознесінню Господньому, нижня — Успінню пр. богородиці.
У Мукачівському монастирі була книга «Меч духовний» (Київ, 1667) Лазара Барановича з записом ієрея Михайла Білецького від 8 лютого 1721 p., який свідчив, що книгу куплено в Білках у пана о. Михайла Юрканича.
Запис від 6 травня 1825 р. повідомляв, що книгу купив углянський парох Петро Андрухович у куратора Іоана Голувки. У бібліотеці Національного музею в Будапешті зберігається «Евхологіон» 1604 р. з написом, що купив цю книгу Іван Кушнір Білецький і передав своєму зятеві, попові раковецькому.
Теперішня церква — це велика мурована базиліка з бароковою вежею над входом, зміцненою двома контрфорсами. Табличка на фасаді повідомляє, що церкву споруджено з 1797 по 1822 р. за священика В. Романця та куратора С. Андрашка. Відомо, що інтер'єр розмалював знаний художник Ф. Видра, а куратор Михайло Копинець твердить, що на стелі є дата «1865» і підпис художника Іоана Вайріха, який працював з Ф. Видрою в селах Горбок та Мала Розтока. З 1997 р. роблять реставрацію всього малювання. Бічні вівтарі в святилищі мають гарні образи.
Образ у північно-східній частині має напис: «В память Михаила Уйгелья — бывшего Пароха Білецького, Его Позоставшейся Вдовицы Гжи Юліанньї Алмашієвой иждивеніємь». У липні 1939 р. навколо церковного подвір'я вимуровано огорожу. У 1948 р. церкву закрили, 9 січня 1953 р. зняли з реєстрації діючих храмів і планували знести, але споруду вдалося перетворити на музей атеїзму і таким чином врятувати. Церкву повернуто греко-католикам у 1989 р. Громаду очолив подвижник віри, світла і мудра людина о. Павло Мадяр ЧСВВ.
Після ліквідації греко-католицької церкви в 1949 р. багато священиків продовжували свою діяльність підпільно. Серед них був і парох села Білки Петро Орос.
Уночі 28 червня 1953 р. його застрелив міліціонер, коли він ішов сповідати хворого. Останки мученика виявили аж у 1992 р. і перенесли їх у муровану каплицю біля церкви. Інший білківський священик Іван Попович був у концтаборі з 1946 по 1953 р.
- Церква св. Петра і Павла. 1939.
Першою православною церквою була простенька дерев'яна церква Благовіщення, що мала окрему дзвіницю і стояла на теперішньому цвинтарі. Оснування мурованого храму Христа Спасителя освятив єпископ Дамаскин 23 червня 1935 р. Кажуть, що автором проекту був німець. Храм будували селяни, він мав обійтися селові в півмільйона чехословацьких корон. Жертовністю відзначилися Петро Гедзур, Михайло Палаташ, Юрій Біров та інші. Землю купили в місцевого єврея. Восени 1937 р. церкву вкрили дахами. Довжина церкви (всередині) 35 м, ширина — 17 м. Великі залізобетонні колони несуть баню, дзвіницю і досить просторі хори. У 1964 р. дахи вкрили бляхою. Ікони намалював художник Федір Ґоґола, стінопис виконав Іван Андрішко в 1982—1983 р. Два бічні іконостаси та два аналої вирізьбив Михайло Росада.
Першими священиками були о. Іван Бігар та о. Василь Самош, після них — о. Михайло Розман, якого 35 років тому змінив теперішній священик о. Георгій Чулей.
- Свято-Успенський греко-католицький храм в селі Білки — архітектурна пам'ятка XVIII ст. У радянські часи тут був музей атеїзму, завдяки якому вдалося зберегти унікальні розписи 1863 р. Фердинанда Видри та Іоана Вейріха. Біля церкви розташована капличка з мощами підпільного отця Петра Ороса, застреленого міліціонером у 1953 році.
- Білки асоціюються не з храмовим святом і навіть не зі сливовицею, а з неймовірної сили богатирем Іваном Фірцаком-Кротоном, який народився в цьому селі і помер у ньому. У 1928 році він був визнаний найсильнішою людиною планети. Деякі силові трюки дужого закарпатця досі ніхто не може повторити. Білківчани пишаються земляком і не втомлюються повторювати вражаючі факти про нього. 26 липня 2009 до 110-річчя від дня народження Івана Фірцака в центрі с. Білки йому відкрили пам'ятник. Монумент виконав скульптор Микола Глеба із суцільної гранітної брили вагою 7,5 т. Позував для пам'ятника Василь Вірастюк.
Художні монументальні графіто радянського періоду на тему праці прикрашають муровану автобусну зупинку Білки (в напрямку с. Імстичево) та будинок колишнього колгоспу що в мікро-районі Телятинець. На території Білківської середньої школи є бюст двічі герою Радянського Союзу Ю. Ю. Пітрі.
- Міні-скульптури Білки
19 квітня 2016 року, на центральній площі с. Білки, що на Іршавщині, відбулося урочисте відкриття скульптурної композиції на честь жертв голокосту. Пам'ятний меморіал встановлено спільно з Міністерством зовнішньої економіки та закордонних справ Угорщини і Білківською сільської рад. «Альбом Аушвіц» — унікальний документ, єдине збережене фотосвідчення масового вбивства євреїв у концтаборі 35 років зберігала, а потім передала в дар меморіалу «Яд Вашем» Лілі Якоб-Зельманович Мейер. Сама родом із Закарпаття, з села Білки, що на Іршавщині. Скульптура створена у вигляді вантажного вагону, викованого з заліза з дотриманням всіх пропорцій. Спереду нього люди, які виходять. На основі однієї з фотографій з «Альбому Аушвіца» скульптор зобразив мить, коли транспорт прибув до концентраційного табору. Вагон стоїть на краю прірви, звідки немає дороги ні вперед, ні назад, — саме так відійшли у вічність мільйони людей. Автори пам'ятника — скульптор Михайло Колодко та коваль Василь Криванич.

### Пам'ятник тверезості
На місцевому кладовищі ще в 1874 році був встановлений хрест з написом: «Памятникъ братства тверезости заведеного отъ Пия ПАПЫ IX 1874». На зворотній стороні написано: «Крест победил поганство Победит и пьянство»
Цю фразу, як відомо залишив відомий філософ Кепі, чиї слова викарбували на камені від імені понтифіка.
Ще одна пам'ятка: Найстаріший календар Закарпаття — 6 століття до нашої ери (знайдений у селі Білки)
На зорі становлення людської цивілізації рахунок часу вівся за зміною дня і ночі, по пальцях (звідси декади, 20-денки в календарі майя), у подальшому — за фазами Місяця: новий (молодий) місяць і повний місяць. З появою рільництва виробничі інтереси вимагали враховувати час і за сезонами, який визначався весняним і осіннім рівноденням, літнім і зимовим сонцестоянням. У Давньому Єгипті цим займалися спеціальні люди — жреці, які на основі вивчення астрономічних явищ прослідковували зв'язок пір року і термінів сільськогосподарських робіт. У Римі вважалося, що перший день весни припадає на знак Водолія, літа — на знак Тельця, осені — Лева, зими — Скорпіона. Науці відомі народи, які тривалий час користувалися місячним календарем, що складався з 10 місяців по 28 днів. Виник він ще в пізньому палеоліті і дожив до наших днів, наприклад, в індіанців Північної Америки. Цей календар відставав від сучасного на 85 днів. Якщо порівняти його з білківським, то останній набагато точніший.

## Персоналії

### Народилися
- Радіч Євген (1889—1951) композитор і автор пісень.
- Гіга Степан Петрович — Народний артист України (2002), композитор, аранжувальник, вокаліст.
- Зейкан Юлія Петрівна (народилася 1943) — українська письменниця.
- Ігнатко Іван Олексійович — український політичний діяч, депутат Сойму Карпатської України.
- Мигович Ганна Олександрівна (1946—2000) — українська майстриня художньої кераміки, живописець, графік. Член Національної спілки майстрів народного мистецтва України.
- Пітра Юрій Юрійович — двічі Герой Соціалістичної Праці.
- Фірцак Іван Федорович — спортсмен-важкоатлет.
- Лілі Якоб (1925—1999) — ув'язнена концентраційного табору Аушвіц, зберігачка «Альбому Аушвіца».
- Шутяк Ернест Іванович — український педагог, Заслужений вчитель України.

## Туристичні місця
— залишки трьох поселень доби неоліту
- знаряддя праці людей бронзової доби (II тисячоліття до п. е.)
- курганний могильник куштановицької культури, досліджений 1949. При розкопках у курганах були виявлені поховання — перепалені людські кістки в глиняних урнах або в неглибоких ямках і сліди тризни — залишки вогнищ та битий посуд. Могильник датується 8—3 ст. до н. е.
- скарб бронзових виробів (13 браслетів, 2 кельти, наконечник списа)
- залишки слов'янського городища VIII—IX століття н. е. площею понад 2 тис. кв. м., округлої форми, оточеного ровом і земляним валом.
- шахта по видобутку залізної руди
- храм Успіння пр. богородиці. 1838.
- Боржавська вузькоколійка
- храм св. Петра і Павла. 1939.
- 26 липня 2009 до 110-річчя від дня народження Івана Фірцака в центрі с. Білки йому відкрили пам'ятник.
- 19 квітня 2016 року, на центральній площі с. Білки, що на Іршавщині, відбулося урочисте відкриття скульптурної композиції на честь жертв голокосту.
- хрест з написом: «Памятникъ братства тверезости заведеного отъ Пия ПАПЫ IX 1874».